# Oscar Roberto de Godói
Oscar Roberto de Godói (São José do Rio Preto, 4 giugno 1955) è un ex arbitro di calcio brasiliano, internazionale dal 1993 al 2000.

## Carriera
Attivo a livello statale dal 1990, dallo stesso anno ha diretto in Série A. È stato affiliato sia alla CBF che alla Federazione Paulista. Ha arbitrato la finale del Campeonato Brasileiro Série A 1999, e ha successivamente diretto la finale della Coppa del Brasile 1994. Tra i suoi risultati più rilevanti negli incontri internazionali si annoverano la presenza in tre edizioni della Copa Libertadores e la partecipazione alle qualificazioni al campionato mondiale di calcio 2002 per la CONMEBOL, arbitrando due partite. Ha inoltre diretto la finale di Coppa Mercosur nel 2000.
Nella notte del 16 febbraio 2011 è stato girato durante una rapina a San Paolo e fu salvato da vigili del fuoco in condizioni critiche.